# Antoine Dominique Abbatucci (1774–1798)
Antoine Dominique Abbatucci (* Dezember 1774 in Zicavo; † 1798 in Ägypten) war ein französischer Militärführer korsischer Abstammung.

## Leben
Antoine Dominique Abbatucci war der dritte Sohn des korsischen Generals Jacques Pierre Abbatucci; zu seinen Brüdern zählte der General Jean Charles Abbatucci. Im Januar 1792 wurde er Hauptmann der Nationalgarde von Zicavo. 1794 übernahm er die Verteidigung der Stadt, als sein Vater auf Korsika den französischen Abwehrkampf gegen Pasquale Paoli und englische Truppen leitete. Nach etwa einmonatigem Kampf musste er sich geschlagen nach Calvi zurückziehen. Während der Belagerung Calvis befehligte er eine Kompanie Freiwilliger und wurde durch einen Bombensplitter am linken Arm verletzt.
Nachdem Korsika nicht mehr zu verteidigen war, begab sich Abbatucci nach Frankreich und diente seit September 1794 in der 16. Halbbrigade der leichten Infanterie. Er wurde im April 1795 zum Lieutenant dieses Regiments befördert, fungierte als Begleitoffizier und später als Adjutant seines Bruders Jean Charles und nahm im November 1796 an dessen Verteidigung von Hüningen teil, bei der sein Bruder fiel. Danach war er militärisch nicht aktiv und durfte im Mai 1797 nach Korsika zurückkehren. Im Oktober  1797 schloss er sich dem vierten Dragonerregiment an. Später nahm er an der von Napoleon unternommenen Ägyptischen Expedition teil, in deren Verlauf er 1798 in dem Nil-Land im Alter von nur 23 Jahren starb.